# Cidre

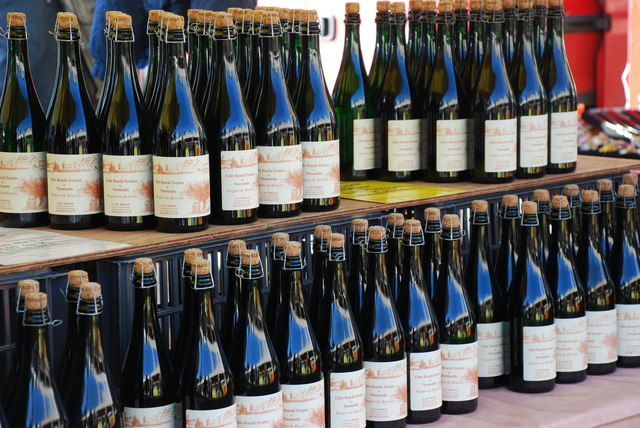
Bouteilles de cidre bouché.

Le cidre est une boisson alcoolisée titrant généralement entre 2 % vol. et 10 % vol. d'alcool, obtenue à partir de la fermentation du jus de pomme. Chez les producteurs, l'adjectif « cidricole » fait référence aussi bien à la boisson fermentée à base de pomme qu'à base de poire. Le cidre se fabrique partout où l’on trouve des pommiers qui donnent des pommes à cidre. On distingue le « cidre de table » et le « cidre bouché », de qualité supérieure. Au début du XXIe siècle, c'est une boisson traditionnelle plutôt saisonnière et régionale, mais des efforts de marketing tendent à promouvoir de nouveaux cidres aromatisés, notamment à destination des jeunes.

## Historique
Le cidre aurait déjà été consommé dès l'Antiquité par plusieurs peuples tels que les Hébreux qui le nomment shekhar (en hébreu : שכר), les Égyptiens, les Grecs qui le nomment sikera, mot emprunté au précédent, et les Romains qui le nomment sicera, calque du mot grec. En réalité, ces différents termes ne désignent pas spécifiquement le cidre mais tout type de boisson fermentée. L'hébreu śēkār, mal transcrit en chekar, signifie « liqueur forte, liqueur empoisonnante » et est dérivé du verbe śākar « boire à l'excès jusqu'au malaise », dont est issu le latin chrétien de la Vulgate sicera « boisson fermentée » par l'intermédiaire du grec sikera. Une forme altérée *cisera serait l'étymologie du mot cidre,, d'où les cognats dans différentes langues européennes : langues parlées dans la péninsule ibérique sidra; italien sidro; anglais cider; allemand Zider, remontant tous au français,,. Le latin chrétien sicera a d'abord évolué vers le gallo-roman *cisera, d'où un ancien français sizre « boisson fermentée » mentionné vers 1120 (Psautier de Cambridge, éd. F. Michel, LXVIII, 14), sens limité d'abord aux traductions de la Bible. Ensuite, le mot « cidre », avec le sens qu'on lui connaît aujourd'hui, de « boisson de pommes fermentées » est d’abord attesté en 1130-1140 chez Wace, auteur normand, alors qu'en français standard, il signifie encore « boisson faite avec du jus fermenté d'autres fruits » (Thevet, Cosmographie, XV, 9 ds Hug. : breuvage de pommes ou poires [...] Citre). Cette évolution phonétique insolite en cidre (ainsi que les formes intermédiaires sisdre, sidre) n’a pu se produire qu’en ancien français sur le modèle de Lazarus > lazre > ladre « lépreux », tandis que le sens spécifique de « boisson de pommes fermentées » est sans doute d'abord apparu en Normandie.
Dans l'Antiquité, Pline et Strabon évoquent des boissons aigres fabriquées à partir de pomme. Le géographe grec Strabon aurait décrit l'abondance de pommiers et de poiriers en Gaule et mentionné qu'il se consommait au Pays basque le phitarra, boisson à base de morceaux de pommes plongés dans l'eau bouillante avec du miel. Il s'agit de rumeurs infondées : « Strabon ne parle ni de phitarra, ni d’un quelconque alcool de pommes. Et pourtant des livres et des sites web continuent à relayer cette fausse information ». « La première mention écrite de cidre en Normandie remonte à l’an 1082. Côté basque, un guide du XIIe siècle informe les pèlerins en route pour Saint-Jacques-de-Compostelle que le Pays basque propose des pommes et du cidre en abondance. Dans les deux cas, on se situe à peu près à la même époque. » Autrement dit, « en l’état actuel des connaissances, aucun document ne prouve l’antériorité du cidre basque sur le cidre normand. »
La culture du pommier à cidre en Normandie semble avoir pris son essor d’abord dans la vallée d’Auge, vers la fin du XIe siècle (première attestation en 1082), avant de gagner le reste du pays d’Auge et le Bessin au XIe siècle, et l’ensemble de la partie occidentale de la région aux XIe et XIVe siècles. Cependant, la culture des pommes est attestée en Normandie de manière antérieure à la boisson par des noms de lieux anglo-scandinaves qu'il est possible de dater assez précisément, comme remontant à peu près au Xe siècle : Auppegard (Appelgart vers 1160), Épégard (sous la forme latinisée Auppegardus en 1181), comparables à Applegarth dans le Yorkshire (du vieil anglais æppel « pomme », suivi du vieux norrois garðr « clos »), ou Yébleron (Eblelont au XIIIe siècle, du vieux norrois epli « pommes » + lundr « bosquet bois », semblable au norvégien eplelund « plantation de pommiers, pommeraie »), qui peuvent avoir le sens très général de « pommeraie », mais l'on ne sait pas s'il s'agit de pommiers à cidre. Les pommiers sauvages sont très tôt répandus dans toute l'Europe et les traditions cidricoles abondantes qui perdurent localement comme en Autriche par exemple.
D'un point de vue linguistique, il est probable que, si la boisson avait été initialement produite au pays Basque, les termes des régions basques sagarno (BL) ; sagarrardu (ZU) et sagardo (MD) (dérivé de sagar pomme) désignant ce breuvage se seraient répandus d’abord dans les régions hispaniques environnantes (Asturies, Galice, etc.) et gasconnes, avant de connaître une carrière internationale. Tel est le cas du café, de la bière ou du whisky, trois mots qui relèvent de trois mêmes étymons étrangers empruntés par la plupart des langues européennes et qui nous renseignent sur l’origine initiale de ces produits. Or, le mot hispanique sidra (galicien, asturien, castillan, etc.) qui désigne le cidre est un emprunt à l'ancien français sidre, cidre, tout comme le mot italien, et non pas au basque.
Les Basques cependant en exportèrent jusqu'en Méditerranée. Dès 1189, apparaît dans le Labourd le premier règlement écrit en France sur les pommeraies, suivi par d'autres documents, ordonnances et décrets royaux du royaume de Navarre (principale province des Basques) sur les pommiers et le cidre.
Au début du Moyen Âge, les auberges et marchands vendent une sorte de cidre appelé en latin médiéval succus pomis ou pomatium réalisé à partir de pommes sauvages concassées et allongées d'eau, consommée lors des disettes de céréales ou de vin. Au XIIIe siècle, l’invention du pressoir favorisa l’essor de la production cidrière. Au XVIe siècle, le gentilhomme basque Guillaume Dursus améliora la technique, notamment en important de nouvelles variétés de pommes en vallée d’Auge.
L'apogée du cidre date de la fin du XIVe siècle, dans la zone humide du Guipuscoa entre autres, où il se buvait plus de cidre que de bière, soit un litre de bière par an pour 150 litres de cidre.
Il est appelé chistr en breton, issu de la forme d'ancien français sisdre. Il fait son apparition au XIIIe siècle. Il tient depuis lors une place importante dans cette région.
Le cidre était la boisson du peuple dans le Maine : il est mentionné à Laval en 1434.
Au XVIe siècle, dans certaines parties de la Normandie, « Il n'y a pas cinquante ans qu’à Rouen, et entour le pays de Caux, la bière était le boire commun du peuple, comme est de présent le cidre ».

« Il pourrait néanmoins sembler que le cidre n’était anciennement si commun en Normandie qu’il est de présent : d'autant qu'il ne se trouve monastère, ni maison antique où il n’y ait vestiges manifestes et apparentes ruines de brasseries de bière qu’on y souloit faire pour la provision ordinaire. »

Il en allait différemment dans le Bas-Maine, où à cette époque le vin était nommé Monsieur, et le cidre Gilles du Pommain, breuvage de maczons.
Au XIXe siècle, le cidre était la deuxième boisson la plus consommée en France. En 1910, la consommation de cidre à Rennes était de 400 litres par an et par habitant. En 1980, le pichet de cidre était tiré du fût avant tous les repas dans les fermes du Mortenais et des régions avoisinantes. Dans ces années, dans le reste de la France, le vin et la bière avaient totalement supplanté, voire ringardisé le cidre et le poiré, ce « cidre de poire » ne survivait que dans le Passais, région dominée par Domfront, ancienne cour d'Aliénor d'Aquitaine qui avait vu le passage de Wace mais aussi Chrétien de Troyes. Le syndicat des bouilleurs de cru, fortement rattaché à la tradition cidricole était aussi domicilié dans cette région de la Normandie. Les paysages de cette région porte une forte empreinte de cette culture, rythmés par les vergers de pommier et ceux des poiriers à poiré du Domfrontais. Quand le nombre de poiriers ne suffisaient pas pour une production de poiré, les poires étaient simplement pressées avec les pommes.

## Fabrication

### Pommes à cidre
La fabrication du cidre commence par le choix des pommes. On dénombre trois types de pommes à cidre. Elles sont classées selon la saveur de leur jus :
- les pommes douces, riches en sucre, qui apportent une teneur élevée en alcool ;
- les pommes acides (acidulées à aigres), qui donnent au cidre une note fraîche et acidulée ;
- les pommes amères (et douces amères), riches en polyphénols, qui donnent du corps au cidre et une amertume plus ou moins forte.

Pour la fabrication du cidre traditionnel, on utilise généralement des petites pommes riches en tanins, donc des pommes amères et douces amères.

### Récolte
Une des particularités de la récolte des fruits à cidre est qu'elle se fait au sol, d'où l'intérêt d'un enherbement maîtrisé du verger. La grande majorité des fruits est aujourd'hui récoltée mécaniquement. Les fruits ainsi collectés peuvent être détériorés, ce qui favorise une altération rapide. Ce problème est surmonté dès lors que la transformation se fait rapidement après récolte. La récolte mécanique se justifie pleinement pour des quantités de pommes importantes, comme c'est le cas pour la plupart des producteurs (cidriers) qui en font une véritable activité économique. Seule l'élaboration de produits d'exception ou d'amateurs justifie la récolte manuelle.

### Fabrication traditionnelle

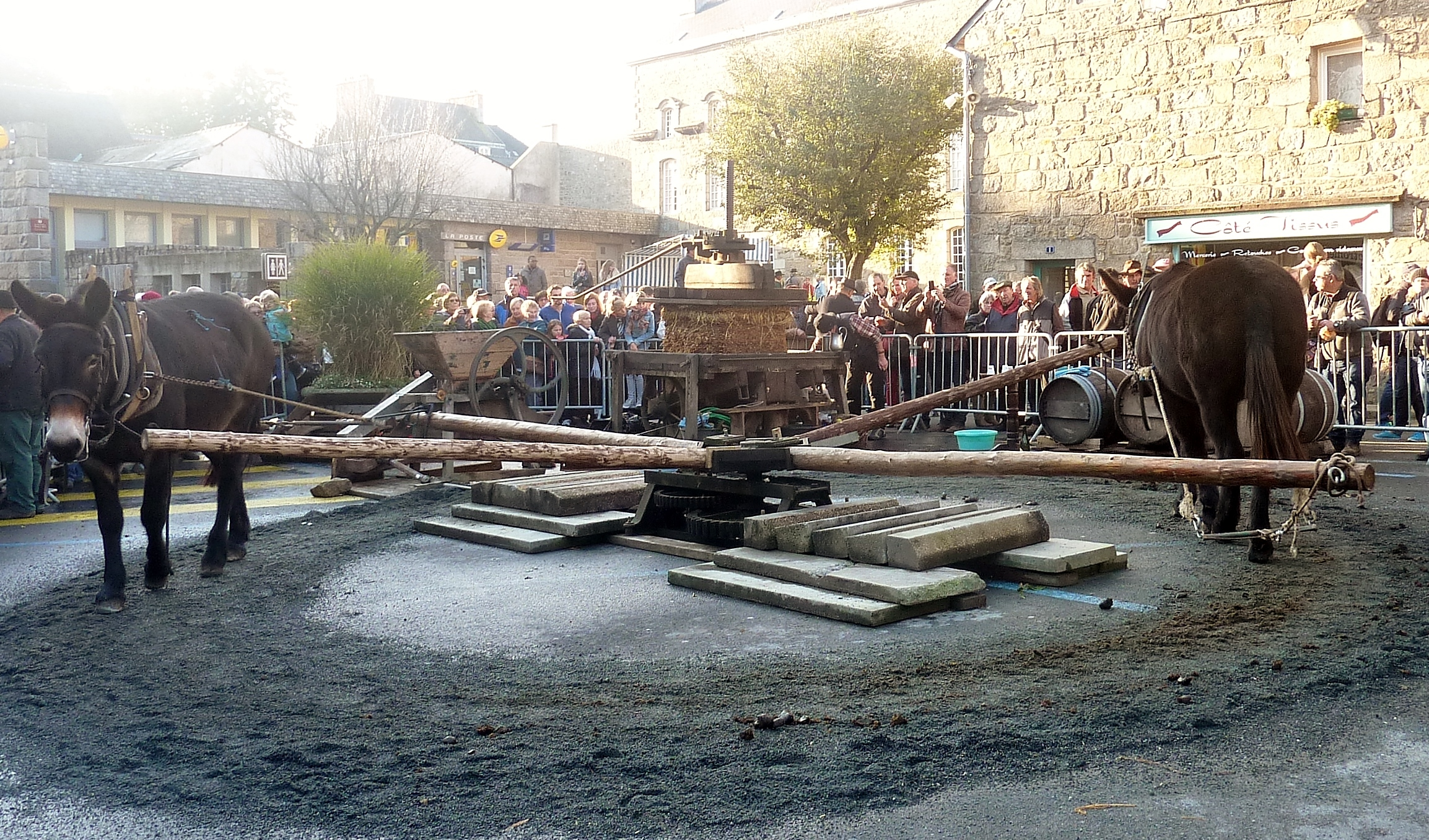
Pressoir à cidre à l'ancienne, actionné par un manège de chevaux.

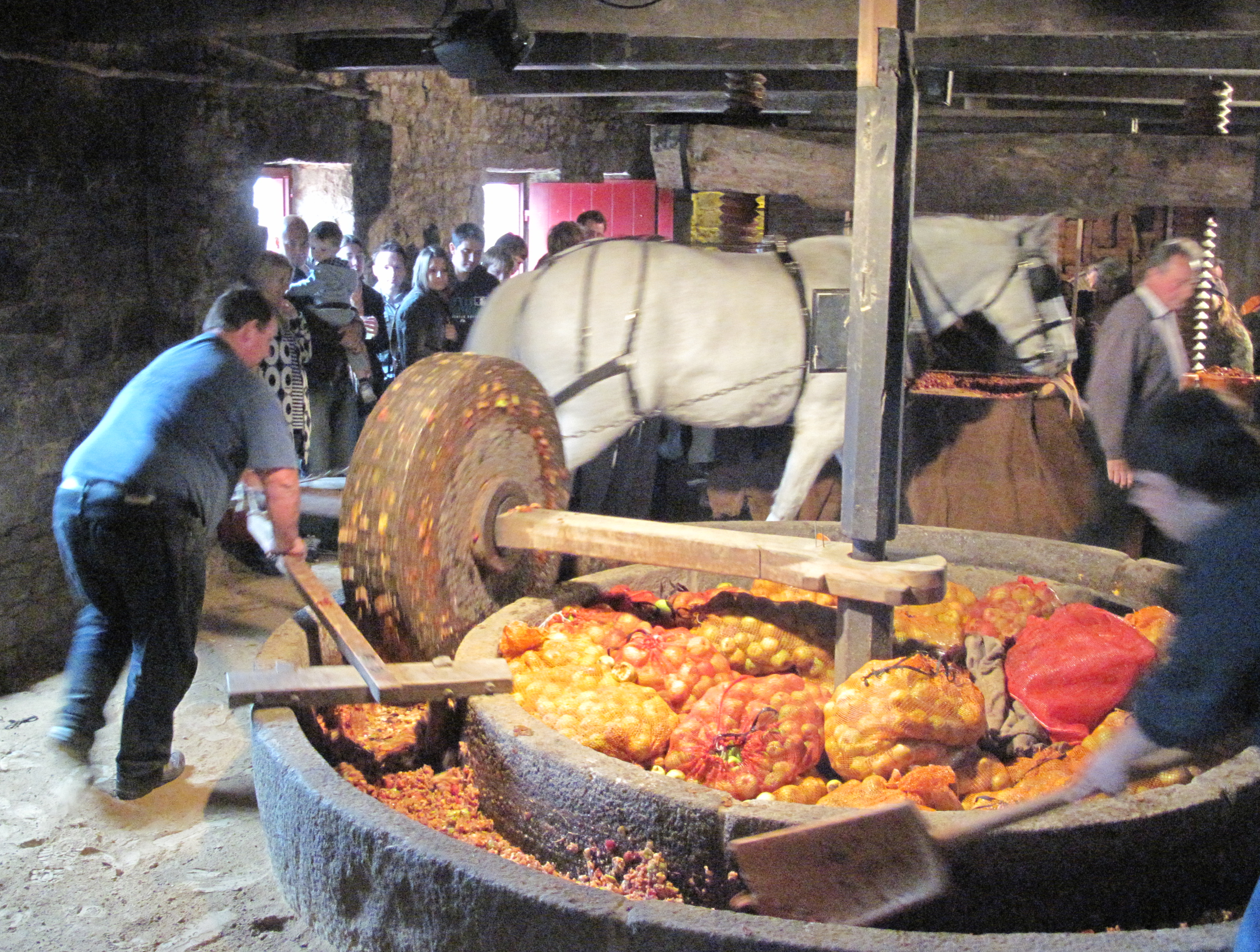
Un broyeur à pommes traditionnel, auge circulaire en pierre également appelée « gadage », à roue tractée par un cheval.

Elle s’effectuait en plusieurs étapes :
- le broyage à l’aide d’une meule, appelée « gadage ». Il s'agit d'une sorte de manège constitué de 4 à 6 éléments en granit, taillés en forme d’auge et incurvés, puis, assemblés bout à bout pour former une auge unique dans laquelle se déplace une roue également en granit, traversée par une perche en bois ou en fer dont un bout est agrippé à un axe vertical au centre du manège et l’autre bout, en débordement d’environ un mètre de la partie extérieure du manège équipé d’un crochet ou d’un anneau sur lequel vient s’accrocher un palonnier reliant par un jeu de traits l’animal effectuant le tractage, généralement un cheval[20]
- le marcage ou macération en cuve pendant quelques heures ;
- le montage ou formation de la motte : empilement des pommes broyées et de paille ;
- le pressurage (dans un pressoir à cidre) ;
- le premier soutirage, qui fait suite à la défécation[21] ;
- l’entonnage ou mise en fûts.

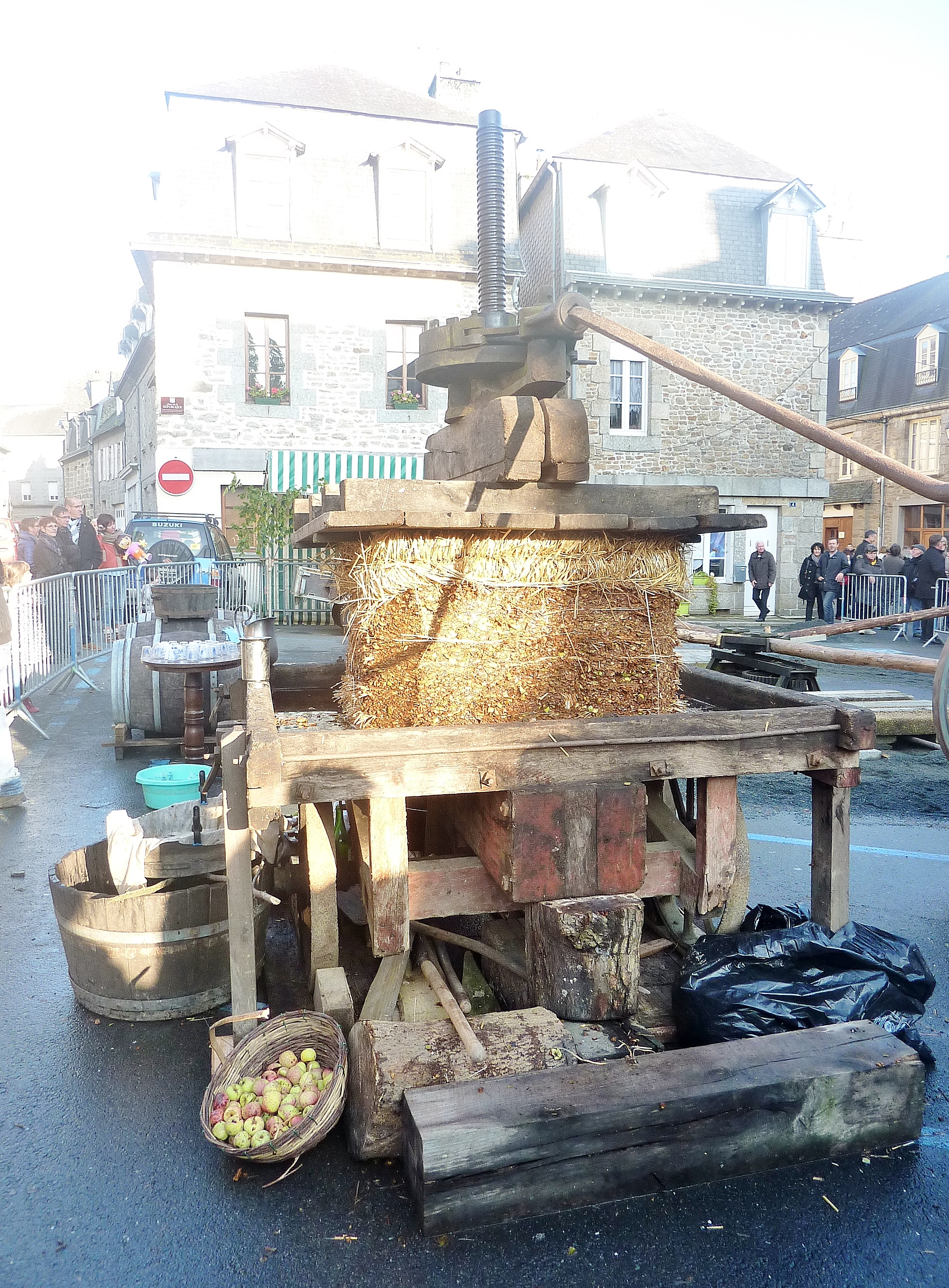
Pressoir à cidre ("Fête des tisserands" de Quintin, 2014).

### Microbiologie au cours de la production

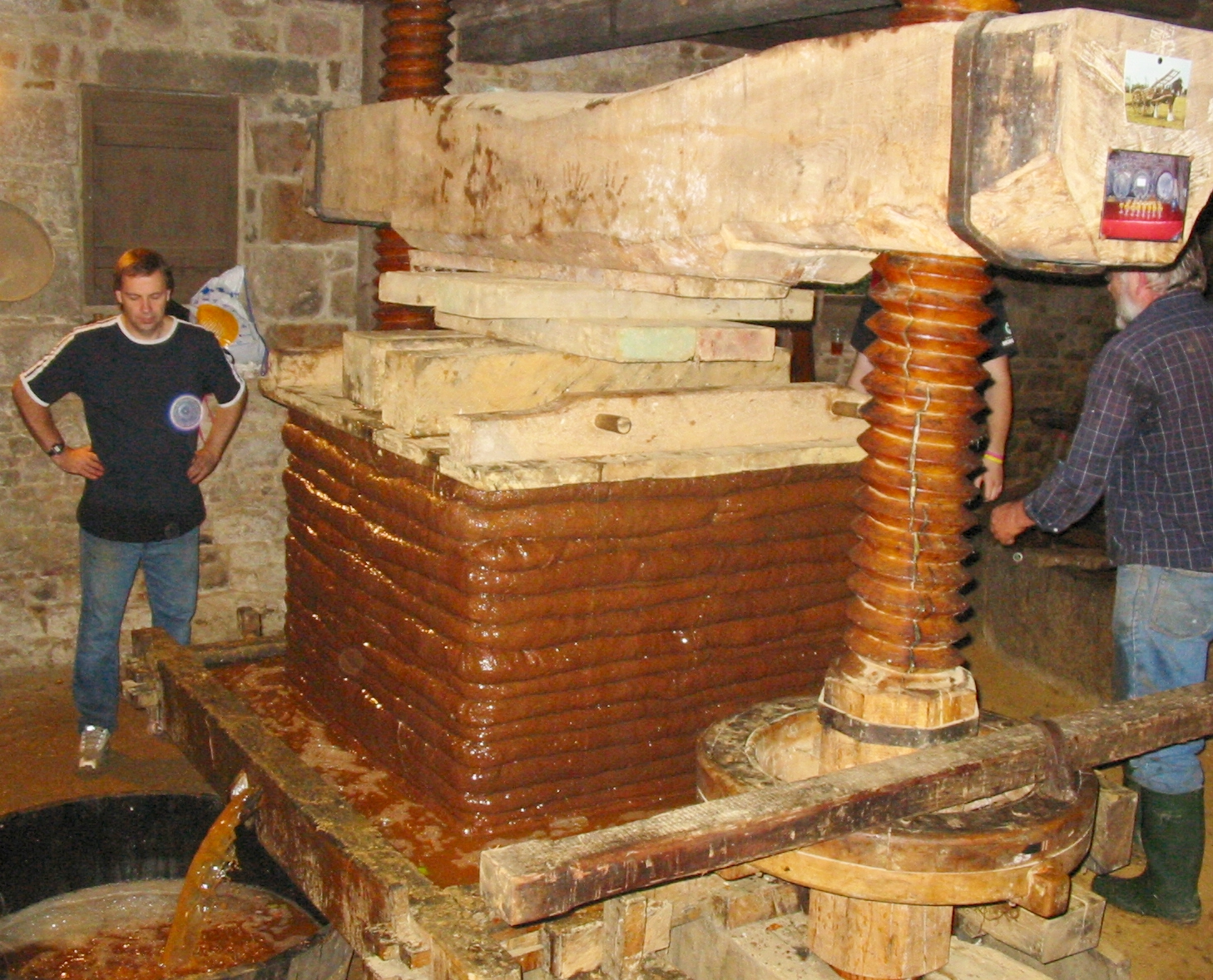
Le pressurage.

Traditionnellement, la production du cidre est effectuée sans ajout de levures. La fermentation du moût est réalisée par la flore levurienne naturellement présente sur les pommes. La population moyenne de cette flore est de l'ordre de 5.10⁴ cellules/g de fruit et la flore présente une grande variété d’espèces de levures.
Les espèces majoritaires sont :
- Candida pulcherrima (aussi connue sous le nom de Metschnikowia pulcherrima) ;
- et d’autres espèces telles que Pichia, Torulopsis, Hansenula et Kloeckera apiculata.

L’espèce minoritaire jouant un rôle majeur dans la production du cidre est le Saccharomyces uvarum
En production traditionnelle, lorsqu'aucune levure n’est ajoutée et qu’il n’y a pas d’addition de SO2, durant la première partie de la fermentation les levures non-Saccharomyces se multiplient rapidement en produisant du CO2 et de l’éthanol. Il y a également production de différentes flaveurs (production d’esters).
Lorsque le niveau d’éthanol atteint 2 à 4°, les premières levures meurent et sont remplacées par Saccharomyces uvarum. Cette souche termine la fermentation jusqu'à consommer la majorité des sucres présents dans le moût, tout en produisant les arômes principaux du cidre.

### Familles de cidre

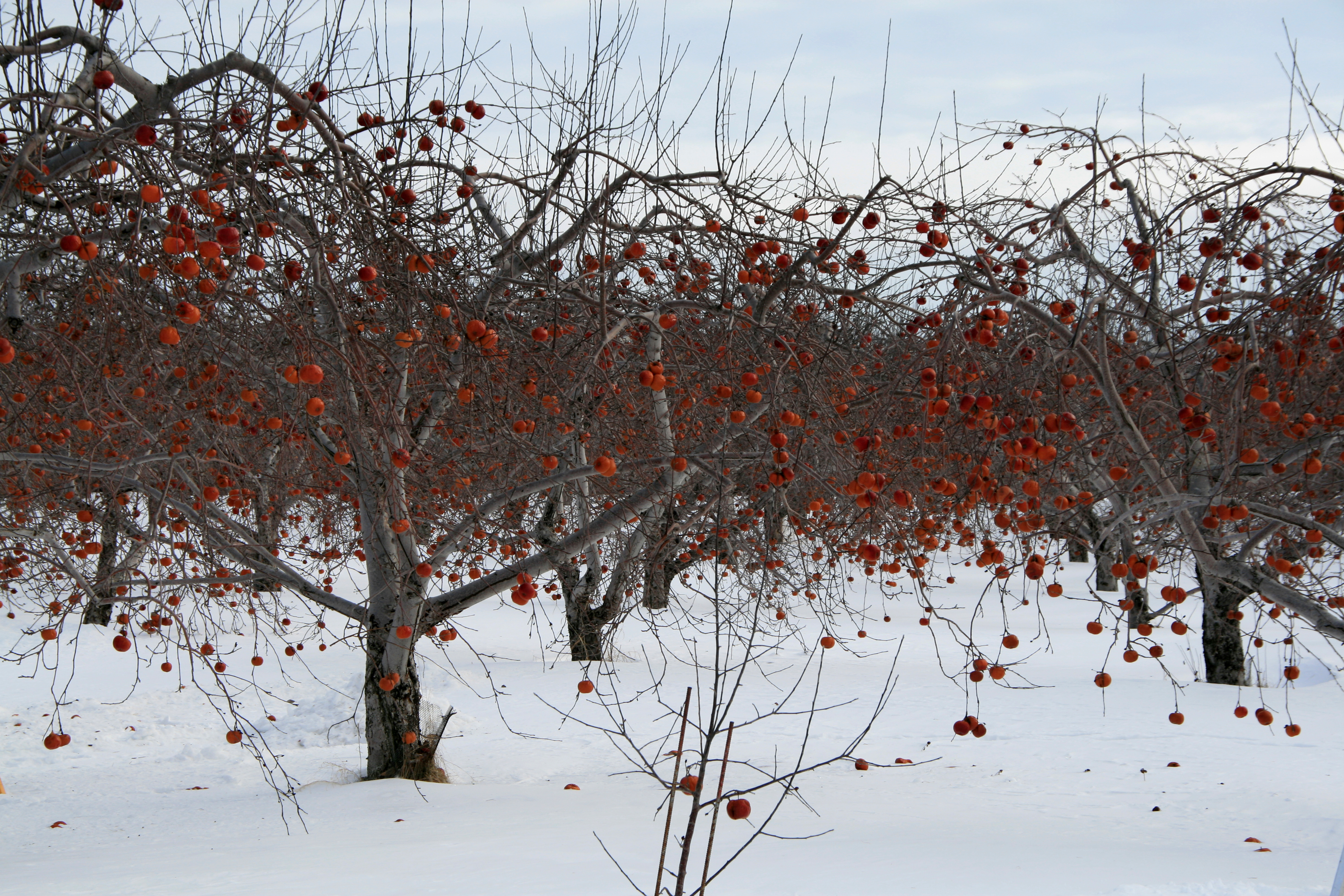
Pommes gelées pour la fabrication du cidre de glace.

On distingue plusieurs grandes familles de cidres selon que l’on laisse, ou non, la fermentation aller à son terme, avant la mise en bouteilles :
- en dessous de 3°GL, on obtient un cidre doux encore assez sucré et au net goût de pomme ;
- entre 3° et 5°, c’est le cidre demi-sec ou brut le plus répandu en France ;
- le cidre traditionnel très souvent trouble (sidra natural en espagnol, en français cidre, en basque sagardo ou sagarno), peu sucré, il titre généralement plus de 5°. Il s'agit du cidre que l'on trouve traditionnellement au Pays basque, dans les Asturies, en Bretagne et en Mayenne. C'est un cidre de fermentation spontanée (sans levure ajoutée) qui utilise les levures sauvages présentes sur les fruits. Au Pays basque français, la législation lui interdit l'appellation "cidre" et donc sa désignation commerciale sur l'étiquette des bouteilles est Boisson fermentée à base de pommes contrairement à l'usage.
- le cidre rosé est une création commerciale récente de l'entreprise Écusson inspirée du positionnement des vins effervescents rosés. Il est produit à partir d'une pomme à chair rouge, la Royal Délice spécialement sélectionnée pour produire ce cidre et d'autres variétés[22].

Depuis le début des années 1990, le Québec, où la tradition cidricole remonte au régime français, développe un nouveau type de cidre artisanal : le cidre de glace : Le jus de pomme où les pommes elles-mêmes sont laissés dehors en hiver, ce qui gèle l'eau contenue dans le jus ou les fruits et permet ainsi d'augmenter la concentration en sucre. Après pressage des pommes s'il y a lieu, le jus concentré est soumis à une fermentation alcoolique. Le produit est comparable au vin de glace. L'histoire du cidre de glace débute avec Christian Barthomeuf, un viticulteur de Dunham, qui décide de transformer son vignoble en verger dans le but de travailler avec deux éléments propres au terroir québécois, les pommes et le froid. Inspiré des vins de glace, ses premiers essais se font à l'hiver 1989-1990 et à partir de 1992, il commercialise le produit sous la raison sociale « Pomelière » avec le nom de cidre liquoreux ou cidre fort. En effet, ce n'est qu'en 1999 que les autorités permettent l'utilisation du terme cidre de glace,.
Le mot anglais pour le cidre est cider. Comme aux États-Unis, « cider » désigne du jus de pomme non filtré, la boisson pétillante alcoolisée est désignée sous le terme de « hard cider ». La fabrication du cidre s'y fait à partir de moûts de pommes fraiches, de moûts concentrés de pommes ou d’un mélange de ces deux produits éventuellement chaptalisé (les cidres anglais le sont fortement), le cidre possède en général un taux d’alcool entre 1,2 % vol. et 8,5 % vol[source insuffisante] et est pétillant. Les pommes utilisées pour la fabrication du cidre peuvent être de n’importe quelle variété, mais généralement une part de pommes douces-amères est incorporée pour donner du corps au produit fini. La France exporte d’ailleurs des concentrés de pommes douces-amères car les pommes qui servent à son élaboration sont une spécificité française depuis longtemps (pour l’élaboration du cidre), et sont convoitées par de nombreux fabricants de cidre dans le monde[réf. nécessaire].

## Production

### Régions productrices

#### Amérique
- Canada, particulièrement dans les provinces de la Colombie-Britannique, de l'Ontario et du Québec (principalement les régions des Laurentides, de la Montérégie et de Chaudière-Appalaches).
- États-Unis. L'Angry Orchard (en) est un cidre fabriqué à Walden, dans l’état de New York, aux États-Unis. Le cœur de gamme de cette marque comprend 4 variétés différentes : Crisp Apple, Green Apple, Easy Apple et Stone Dry. Le degré d’alcool de ce cidre varie entre 4,2 % vol. et 5,5 % vol. en fonction des variétés.

#### Asie
- Népal, dans les vallées de montagne (Marsyangdi, Kali Gandaki), jusqu'à 3 500 m d'altitude.[réf. souhaitée]

#### Europe

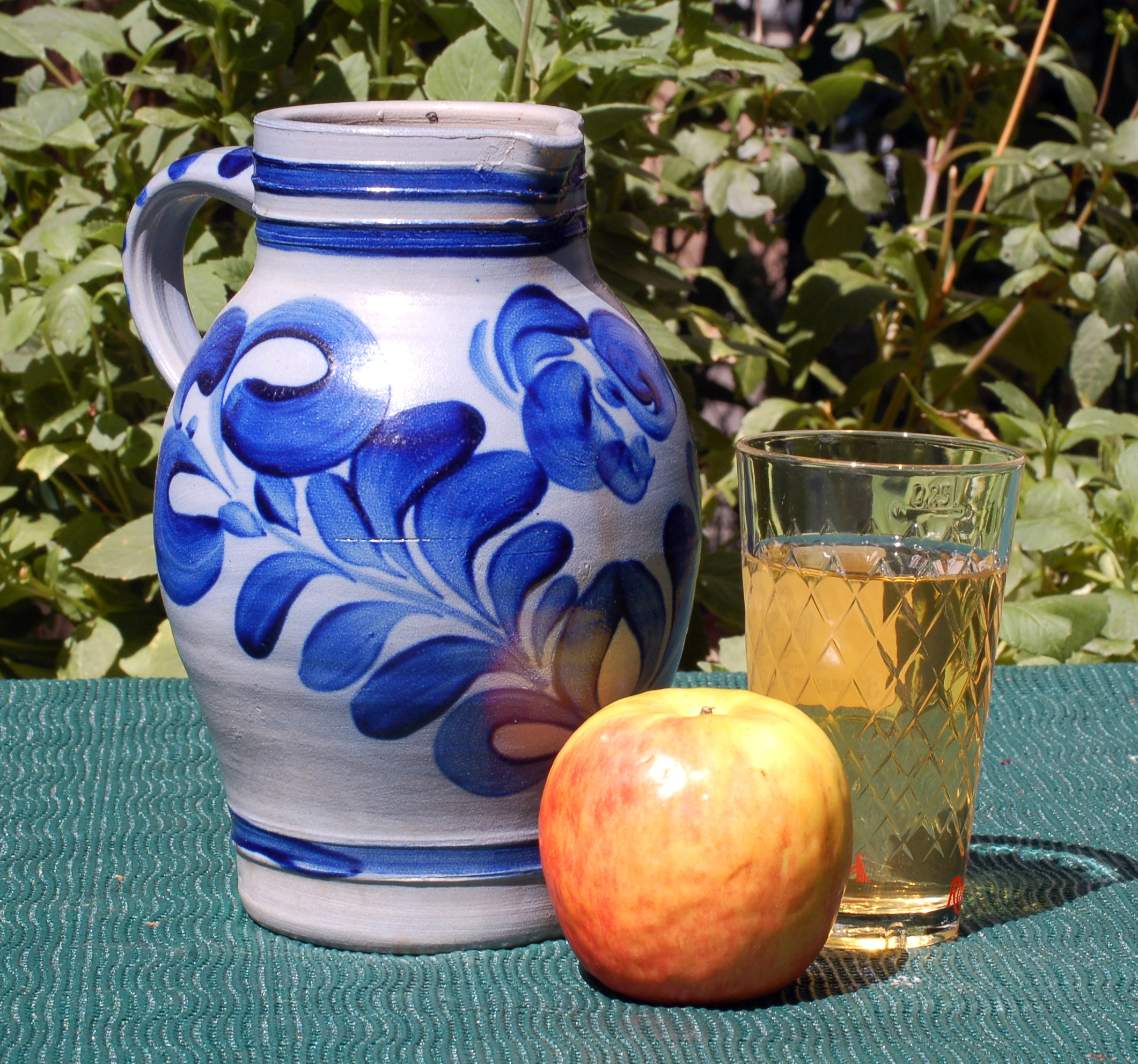
En Allemagne, le cidre est servi avec une cruche (allemand), dans un verre spécial à décor de losanges en relief (allemand).

- Allemagne, notamment dans la région de Francfort-sur-le-Main et dans la Sarre. Le cidre (Apfelwein) y est traditionnellement servi avec des cruches spéciales (Bembel) dans des verres moulés à décor en relief formant des losanges (Geripptes)[26].
- Belgique, dans le pays de Herve dans l’est de la Province de Liège, en Thiérache belge (Botte du Hainaut : dans les pays des Rièzes, des Sarts et dans les Fagnes, dans l'Ardenne (Province de Namur) : ces secteurs sont en continuité avec le Nord de la France et les Ardennes, eux aussi producteurs de cidre.
- Danemark. Le Somersby (en) est une marque de cidre appartenant au groupe danois Carlsberg. Ce cidre à 4,5% vol. existe en trois variétés : Apple Cider, Blackberry Cider et Pear cider. Il est disponible dans plus de 43 pays dans le monde.
- Îles Anglo-Normandes.
- Irlande, cidre original cru de Magners[27]. C'est un cidre fabriqué en Irlande par C&C Group et lancé en 2016 sur le marché français avec la variante Magners Original. Cette boisson alcoolisée à 4.5° existe en format bouteille 33cl, 56.8cl et à la pression. Elle est disponible en CHD et en GMS. La marque revendique l’authenticité d’un cider irlandais, un produit élaboré à partir de 17 variétés de pommes différentes et une maturité en cuve de 6 à 24 mois.[pertinence contestée]
- Italie, dans le Piémont et le Frioul-Vénétie julienne.
- Royaume-Uni, en particulier dans le Herefordshire et dans le West Country. En 2012, le volume de production et de consommation y était quatre fois supérieur à celui de la France[26]. Le Bulmers (en) est un cidre fabriqué à Hereford, et qui appartient au groupe Heineken. Ce cidre est proposé en plusieurs variétés : Bulmers Original Cider, Bulmers Pear Cider, Bulmers Berry Cider, Bulmers Strawberry and Lime Cider, Bulmers Cloudy Lemon Cider et Bulmers Five Juicy Pear Cider. Le Strongbow (en) est un cidre fabriqué dans le Herefordshire. C’est une filiale de la multinationale Heineken. Ce cidre existe en trois variétés : Strongbow Original, Strongbow Darkfruit et Strongbow Cloudy Apple.
- Suède : marque « Kiviks musteri ».
- Suisse : la plus grande région productrice de Suisse est là où les pommiers sont les plus répandus, la Thurgovie. La marque suisse la plus connue est la cidrerie Möhl à Arbon[28].

##### Espagne
Le cidre est consommé principalement aux Asturies avec indication géographique protégée et en Pays basque. Parfois complété par des pommes françaises, il est produit dans les régions suivantes :
- les Asturies ;
- le Pays basque (en particulier en Guipuscoa) ;
- la Cantabrie ;
- la Galice.

La culture asturienne du cidre est inscrite sur la liste représentative du patrimoine culturel immatériel de l'humanité par l'UNESCO en 2024.

##### France
Les normes d'étiquetage générales s'appliquant au cidre proviennent du décret n° 53-978 précisant les normes de composition et les qualificatifs « cidre brut », « cidre doux ».
La majeure partie du cidre vendu en France est produite de manière industrielle sous différentes marques à consonance bretonne ou normande par l'unique société Eclor, une division du groupe coopératif Agrial, issue de la fusion de grands opérateurs, CSR SA (marque Loïc Raison), CCLF (marque Écusson) et Kerisac. Les Celliers associés sont une coopérative qui produit le cidre sous la marque Val de Rance. En France, en 2014, les ventes de cidres en grande distribution se répartissent comme suit :
- MDD : 41 % ;
- Loïc Raison 26 % ;
- Écusson 17 % ;
- Kerisac 6 % ;
- Val de Rance 7 % ;
- Le Brun 6 % ;
- Autres 12 %.

Il existe en France des cidres bénéficiant d’une indication géographique protégée (IGP). C’est le cas des cidres normand et breton. Certains cidres bénéficient également des appellations d'origine protégées (AOP), comme « Cidre Pays d’Auge » et, en 1996, ce sont 38 communes du Finistère Sud qui ont obtenu la classification de leur cidre en AOC, devenu depuis Appellation d'Origine Protégée « Cidre Cornouaille ». Sans oublier le label rouge « Cidre de tradition » et « Cidre de variété Guillevic » en Bretagne. Dans les années 2000, d’autres groupements de producteurs portent des projets d'appellations : Cidre du pays de Caux, Cidre du Perche, cidre du Cotentin ou du Bessin. Le Cidre Cotentin obtient la reconnaissance AOC en 2016 et le Cidre du Perche en 2020. La Normandie demeure la première région française productrice de pommes à cidre (300 000 tonnes) et la 1re région française productrice de cidre (700 000 hl)[réf. souhaitée]. La Bretagne produit 40 % du cidre consommé en France, soit 436 000 hl/an dont 365 000 hl par la filière industrielle et 70 000 hl par la filière fermière et artisanale.
Les principales régions productrices sont [réf. souhaitée] :
- la Normandie :
  - IGP « Cidre de Normandie »[33],
  - AOP « Cidre Pays d’Auge »[40] et « Pays d’Auge Cambremer »[33] (depuis mars 1996),
  - AOP « Cidre Cotentin »[41],
  - AOP « Cidre du Perche » [42] ;
- la Bretagne :
  - IGP « Cidre de Bretagne »[33],
  - AOP « Cidre de Cornouaille »[33] (depuis le 19 mars 1996[43]),
  - Label rouge « Cidre de variété Guillevic »[26],[44] ;
- le Nord-Pas-de-Calais :
  - l'Avesnois, (Thiérache du Nord), pays de bocage en continuité avec la Thiérache de l'Aisne,
  - le Boulonnais et le Haut-Artois, petits secteurs bocagers du Pas-de-Calais correspondant à un léger relief et à l'affleurement de roches jurassiques et crétacées moins favorables aux céréales et donc laissant place aux vergers ;
- la Champagne-Ardenne. Dans le département des Ardennes : en Thiérache ardennaise (contiguë avec la Thiérache de l'Aisne), dans les pays du Porcien et des Crêtes pré-ardennaises ; dans l'Aube : le Pays d'Othe ;
- la Picardie (Aisne, en Thiérache : le cœur de la Thiérache se situe autour de Guise et Hirson, mais il s'agit d'une région transfrontalière se poursuivant dans les départements du Nord, des Ardennes et en Belgique : l'ensemble est une région à cidre) ; également dans l'Oise et la Somme traditionnellement ;
- le Pays de la Loire ;
- la Savoie, dans la Chaîne des Aravis, production du Biscantin[45],[46] ;
- le Limousin ;
- le Pays basque[47].

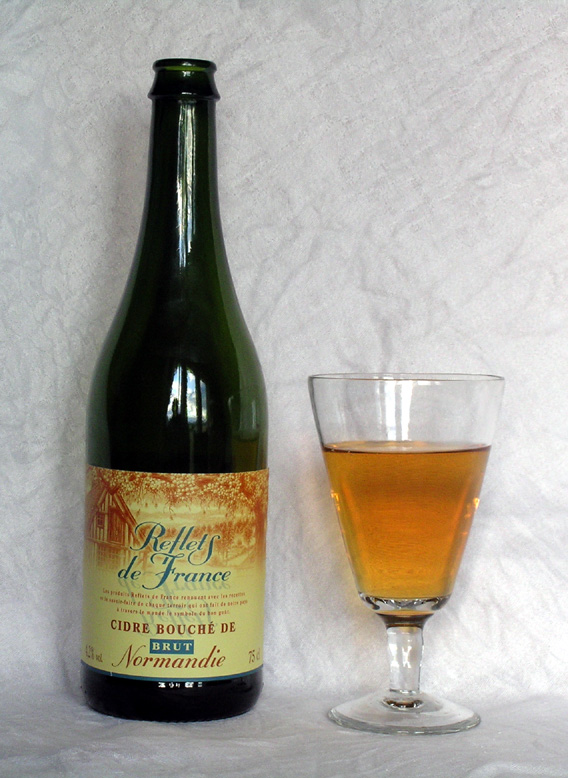
Cidre bouché normand.
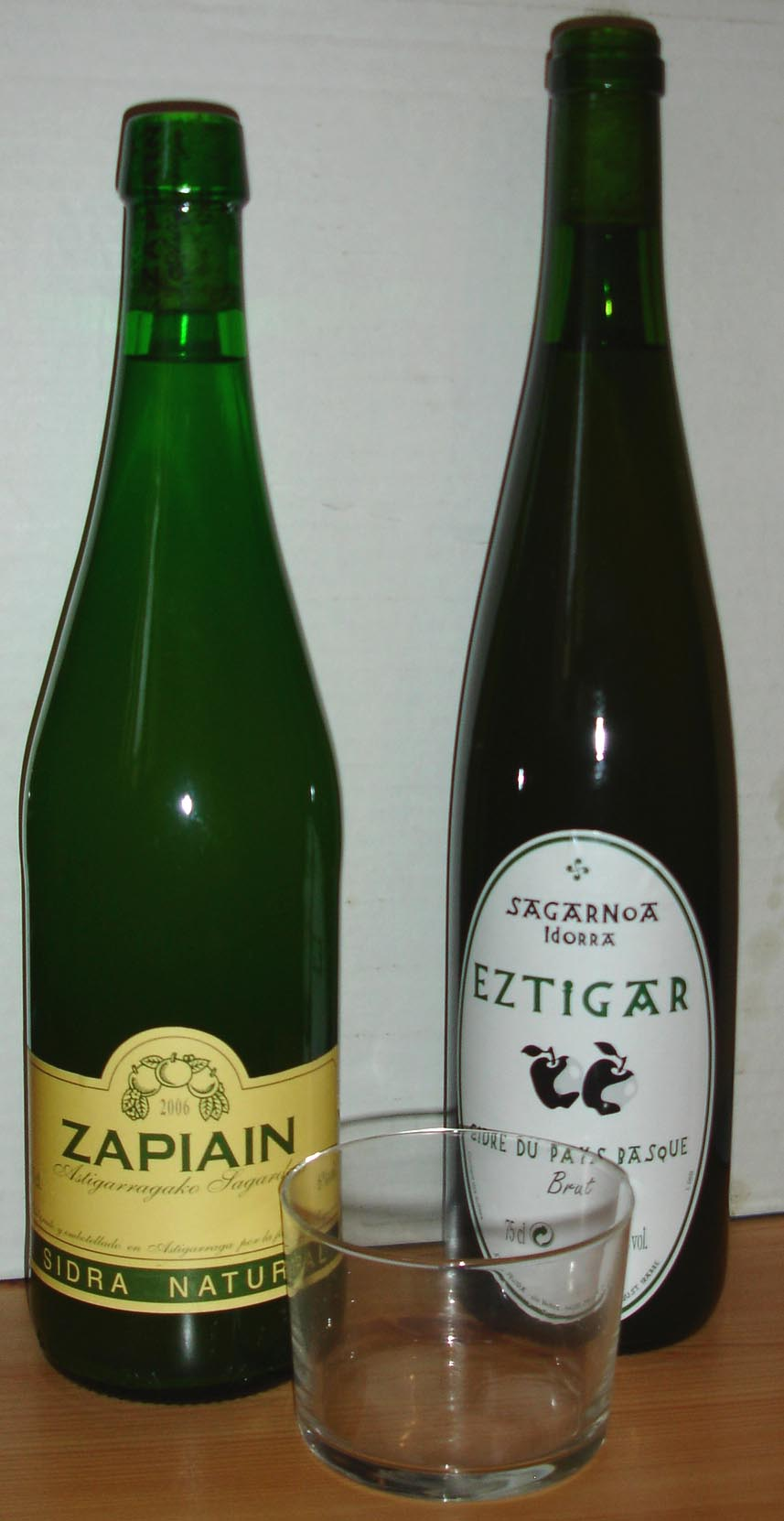
Cidre basque.
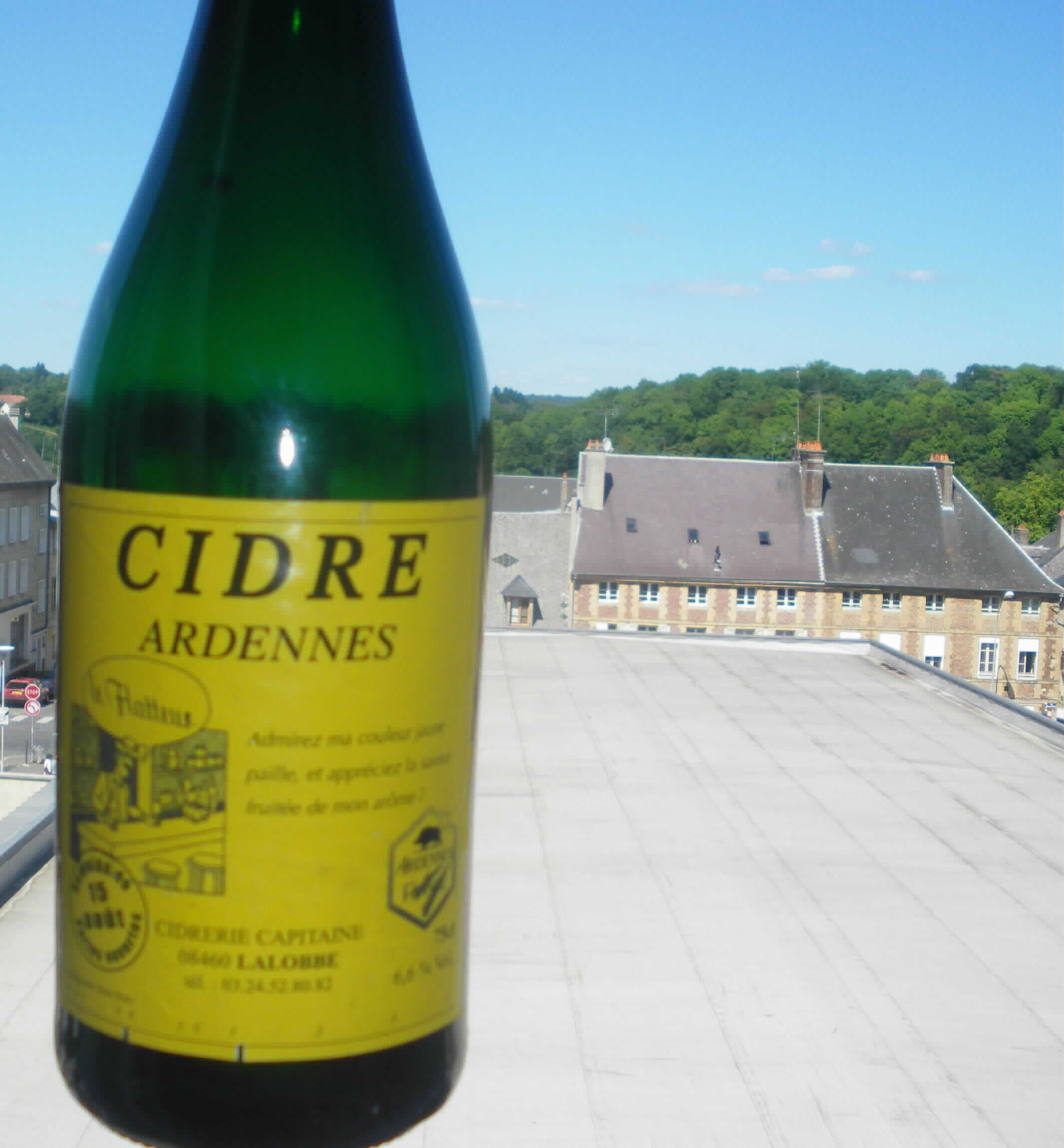
Thiérache, Ardennes française et belge.
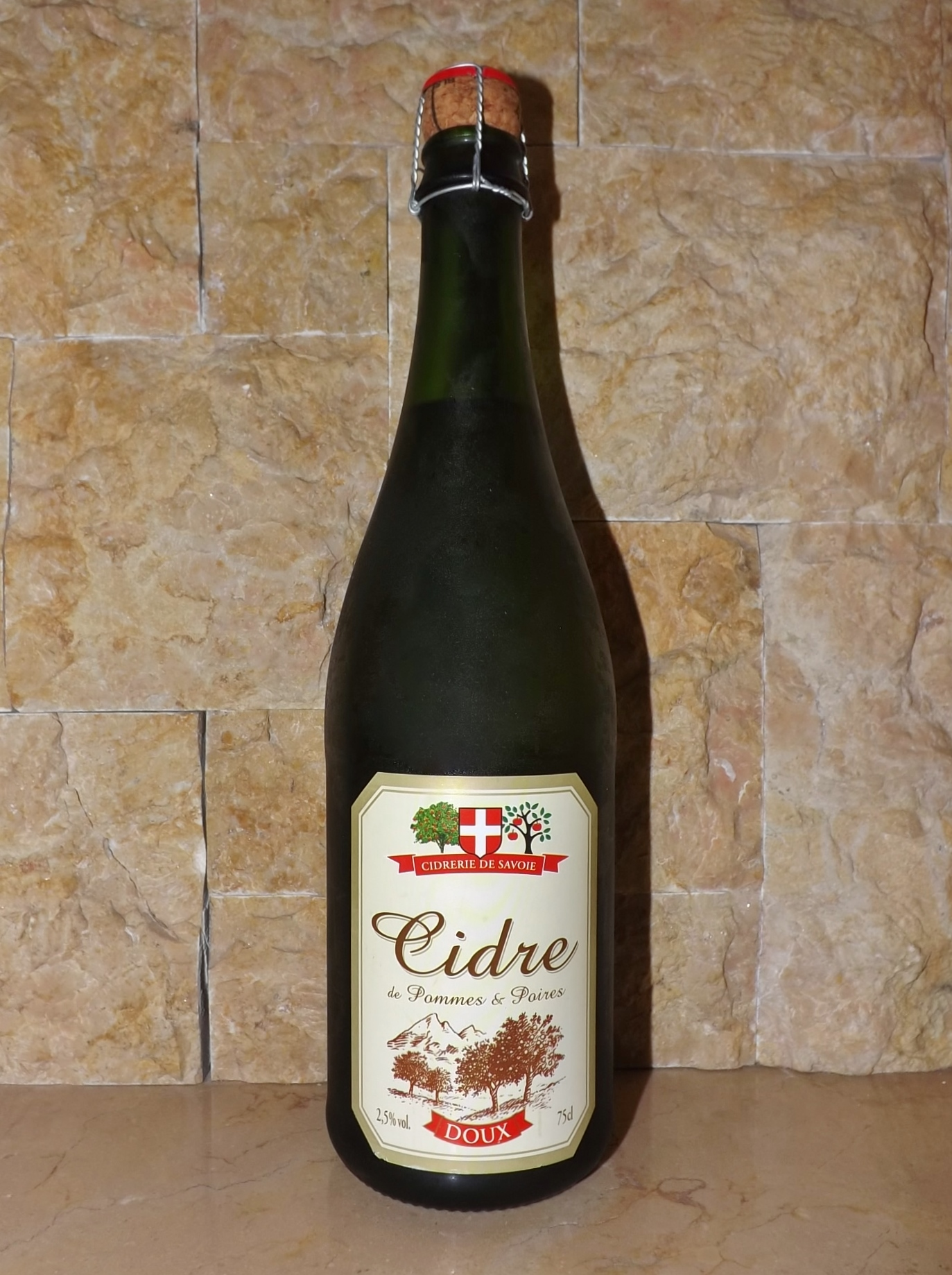
Cidre de Savoie.
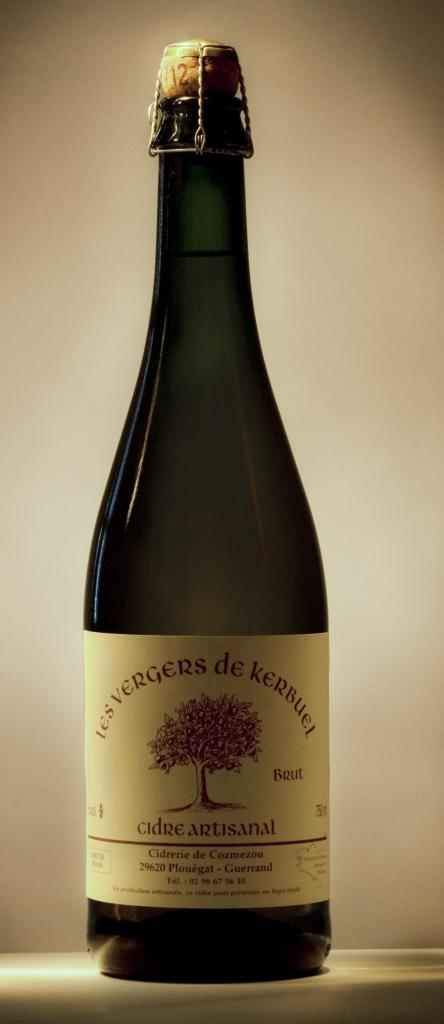
Cidre artisanal breton.

### Conditionnement
Le cidre peut être servi à la pression mais le plus souvent il se présente en bouteille champenoise de 0,75 l, fermée par un muselet et un bouchon en liège (cidre dit « bouché »). Conçu pour la consommation courante, le cidre de table est conditionné quant à lui dans des bouteilles classiques de 1 l, consignées ou non, ainsi qu’en PET de 1 l ou 1,5 l. Depuis quelques années, le cidre est également commercialisé en petits conditionnements de 25 cl, 27,5 cl ou 33 cl pour une consommation plus nomade.

## Marché du cidre
Dans le monde, le marché du cidre est un petit marché proportionnellement à celui de la bière, il est de plus en plus concentré (domination mondiale d'Heineken et de Carlsberg) et reste marginal en consommation par rapport aux autres boissons. De 2010 à 2015, le marché du cidre a connu une croissance de 5,6 %, alors que celui de la bière a augmenté de 1,5 %. Le marché du cidre devrait atteindre les 12,9 milliards de dollars d’ici 2020. Le cidre est une boisson très populaire aux États-Unis, en Afrique du Sud, en Australie et dans les pays d’Europe. Le Royaume-Uni consomme chaque année 788 millions de litres de cidre à lui seul, soit environ 1,4 milliard de pintes. Les trois pays les plus consommateurs de cidre dans le monde en 2014 sont l’Afrique du Sud (17,6 %), le Royaume-Uni (16,1 %) et la Suède (15,8 %). En République tchèque, en Pologne et en Ukraine, le marché du cidre a connu les plus fortes augmentations en volume entre 2010 et 2015 à la suite des sanctions russes concernant l'export de pommes, conséquence de l'embargo.

### En France
En France, la production de cidre se fait un peu dans toutes les régions pauvres en vignobles, mais la consommation est très régionalisée et concerne principalement les ménages de la façade nord-ouest du pays ainsi que la région parisienne. Le marché du cidre reste très saisonnier. En dehors du 1er trimestre (Épiphanie, Chandeleur, Mardi gras) et de la saison estivale, les ventes en grandes surfaces ont du mal à se développer. Ainsi, pour doper les ventes, les entreprises tentent de se diversifier et lancent de nouvelles gammes de produits comme le cidre rosé, le cidre bio, ou encore le cidre à la framboise lancé par Loïc Raison en 2014. Les ventes de cidre bio en grande surface se portent particulièrement bien et ont ainsi atteint 11% des volumes en 2019,. Depuis peu, ces nouveaux types de cidres séduisent de plus en plus de jeunes qu'ils consomment en guise d'apéritif. Ces innovations ont permis de relancer un marché en berne depuis les années 80 (+6 % valeur en 2013). La croissance la plus forte est celle du poiré (un cidre à base de poire) : s'il ne représente que 2 % des volumes, ses ventes ont bondi de 56 % en 2013. De même le cidre rosé, lancé en 2011, a enregistré une hausse de plus de 50 % et compte désormais pour 5 % des ventes. Ces cidres génèrent aujourd'hui plus de 50 % de la croissance des cidres bouchés.
Avec 5,4 litres par an et par ménage, la consommation du cidre en France arrive loin derrière des boissons telles que le vin, la bière, les boissons rafraîchissantes sans alcool. Le cidre profite aussi de la hausse des prix de la bière qui a poussé les consommateurs à se tourner vers des alternatives. Chaque année en France, on commercialise 1,6 million d’hectolitres de cidre pour un chiffre d’affaires global de 185 millions d’euros.
Le cidre, ainsi que le poiré, sont intégrés au patrimoine gastronomique de la France, par l'Assemblée Nationale le 25 juin 2014.

## Utilisations

### Distillation
La distillation du cidre produit le calvados ou, en Bretagne, le lambig. D'origine normande, le calvados était, il y a plus de cinquante ans, obtenu par distillation de cidre traditionnel titrant autour de 5° d'alcool. Cette distillation était faite pour le compte de fermiers qui avaient un certain nombre de pommiers dans leurs champs (cidre fermier). Ils étaient nommés exploitants producteurs. Les distillateurs étaient des itinérants appelés bouilleurs de cru. Ils se déplaçaient de village en village et de ferme en ferme avec leur bouilleuse qui était tirée par un cheval. Plus tard on adaptera des roues à pneus, afin de voyager plus facilement avec un tracteur. Les bouilleuses étaient en général des alambics à colonne de marque ESTÈVE fabriquées à Bordeaux (sauf dans le pays d’Auge où on utilisait l'alambic charentais à double distillation). Un très bel exemplaire d'une bouilleuse existe encore à Valognes, ville du Nord Cotentin au musée du cidre et du calvados. La distillation était en fait une simple distillation qui avait lieu d'une seule chauffe. La chaudière était alimentée au feu de bois. Le calva était tiré autour de 70°, car les fermiers n'avaient droit qu'à dix litres d'alcool pur (10x100=1000°, soit environ quatorze litres à 70°) avant de payer une taxe. Mendès-France abolira cette franchise de taxe pour lutter contre l'alcoolisme rural.

### Cuisine
Le cidre est également un élément important des cuisines normande et bretonne.
Le cidre est utilisé en accompagnement d'un plat ou dans les sauces. Son goût sucré et acidulé se mariant avec toutes sortes de plats, en particulier ceux à base de viande de porc, de poulet et de lapin mais aussi des poissons et, bien sûr, des cocktails et des desserts.
Le bœuf au cidre est un plat qui remonte à l'époque médiévale.

### Boisson festive

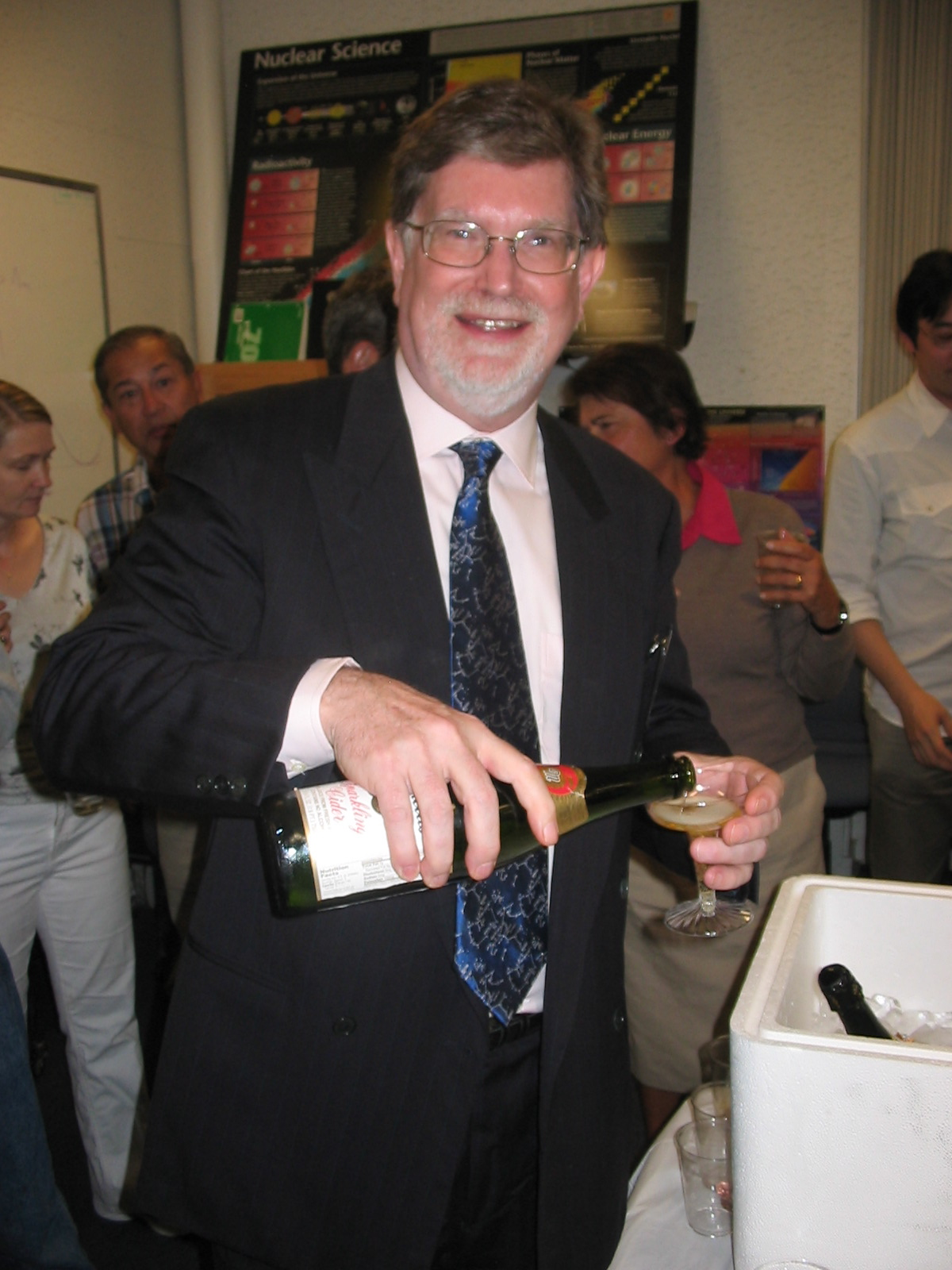
L’astrophysicien George Fitzgerald Smoot buvant du cidre (Sparkling Cider) en l'honneur de son prix Nobel.

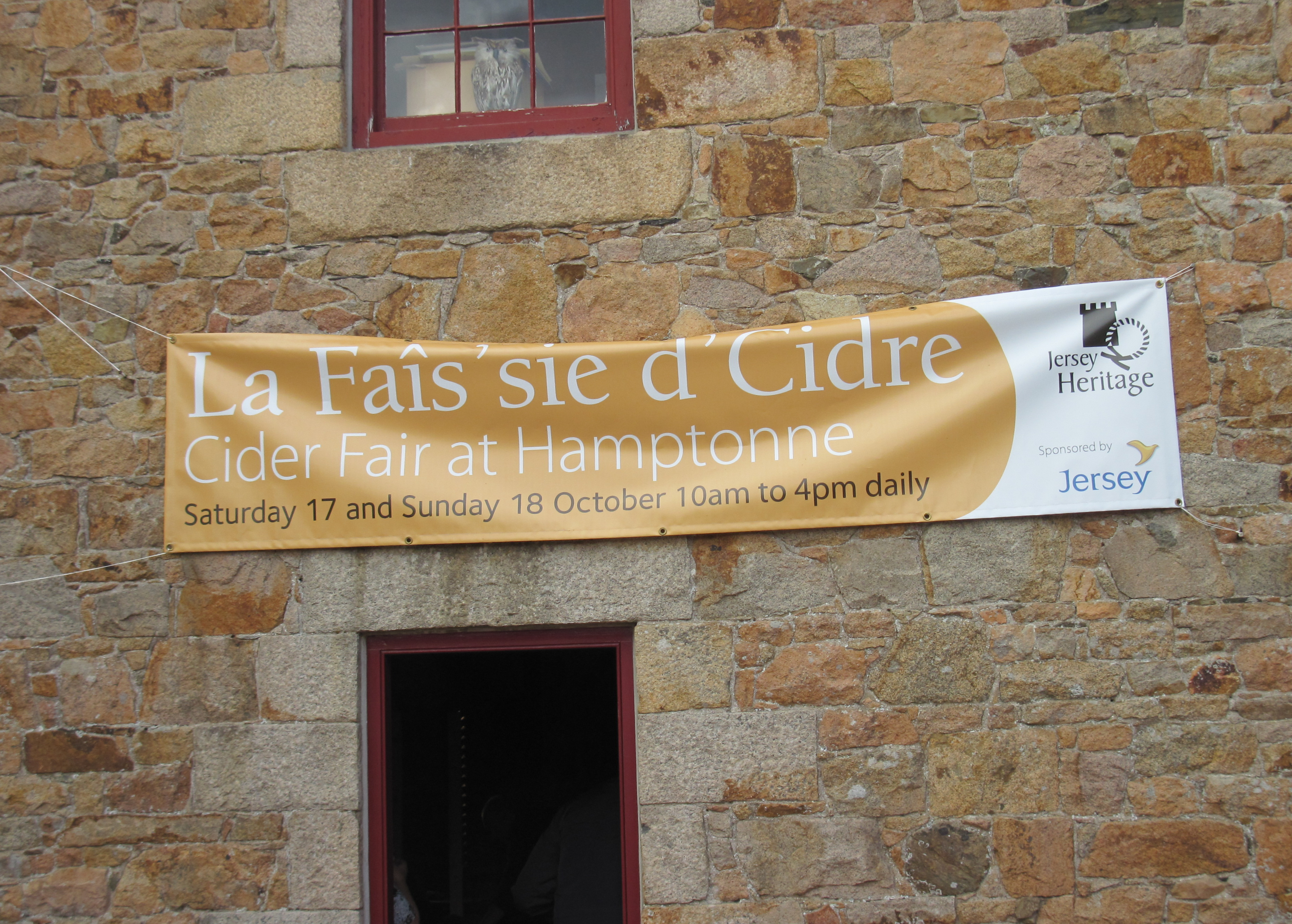
Fête du cidre (Faîs'sie d’Cidre) à Jersey.

#### Fêtes traditionnelles
Les producteurs de cidre ont pourtant fait des efforts qualitatifs et pour diversifier leur offre mais, si le cidre a séduit les grands chefs cuisiniers, le consommateur l'associe encore trop souvent aux crêpes et aux traditions paysannes.
Le cidre est consommé surtout lors des fêtes traditionnelles comme l'Épiphanie, avec la galette des Rois, ou la Chandeleur, en accompagnement des crêpes. C'est aussi la boisson des vacances, en particulier celle des touristes séjournant dans des régions de grosse production, par exemple en France, la Bretagne ou la Normandie.
Pour rajeunir et améliorer l'image de marque du cidre vis-à-vis des vins et en particulier des champagnes dont, contrairement au cidre, les consommateurs ont appris à identifier les producteurs, les saveurs, les cépages ou l'origine, les producteurs multiplient les séances de dégustation et les campagnes de communication dans l'espoir de conquérir d'autres marchés et tranches d'âge.

#### Fêtes du cidre et de la pomme
Liste non exhaustive classée par ordre alphabétique des communes
- Fête du cidre Asturienne aux Asturies à Nava[63]
- Fête du cidre basque à Bayonne au Pays basque[64]
- Fête du cidre de Beton-Bazoches en Île-de-France[65]
- Fête du cidre de Beuvron-en-Auge en Normandie[66]
- Fête du cidre et de la pomme de Caudebec-en-Caux en Normandie[67]
- Fête du cidre et de la pomme de Chambly en Picardie[68]
- Fête du cidre de Forges-les-Eaux en Normandie[69]
- Fête du cidre de L'Hôtellerie-de-Flée en Anjou[70]
- Fête du cidre de Milly-sur-Therain en Picardie[71]
- Fiesta de la sidra natural à Gijón aux Asturies[72]
- La Faîs'sie d’Cidre à Jersey (Îles Anglo-Normandes)[73]
- La Fête de la pomme et du cidre à Lemé dans l'Aisne (entre Guise et Vervins)
- La Fête du cidre du Sap-en-Auge en Normandie
- La Fête de la pomme à Vimoutiers en Normandie

#### Journée mondiale du cidre
Il existe une journée mondiale du cidre (en anglais World Cider Day) célébrée le 3 juin de chaque année. Ce jour symbolise le début de la saison du cidre à travers le monde entier.

### Curatif

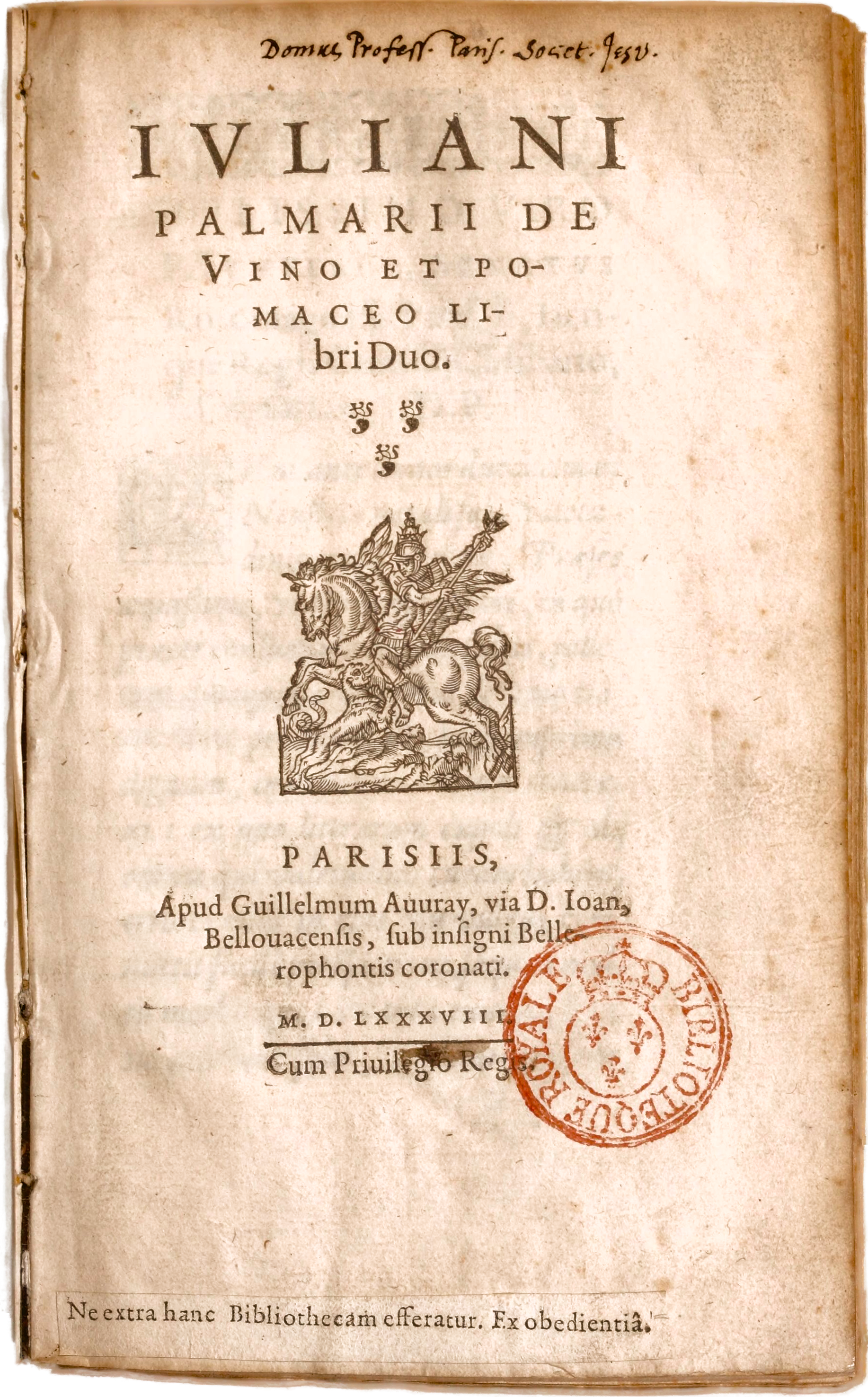
Édition princeps du Traité du vin et du cidre de 1588.

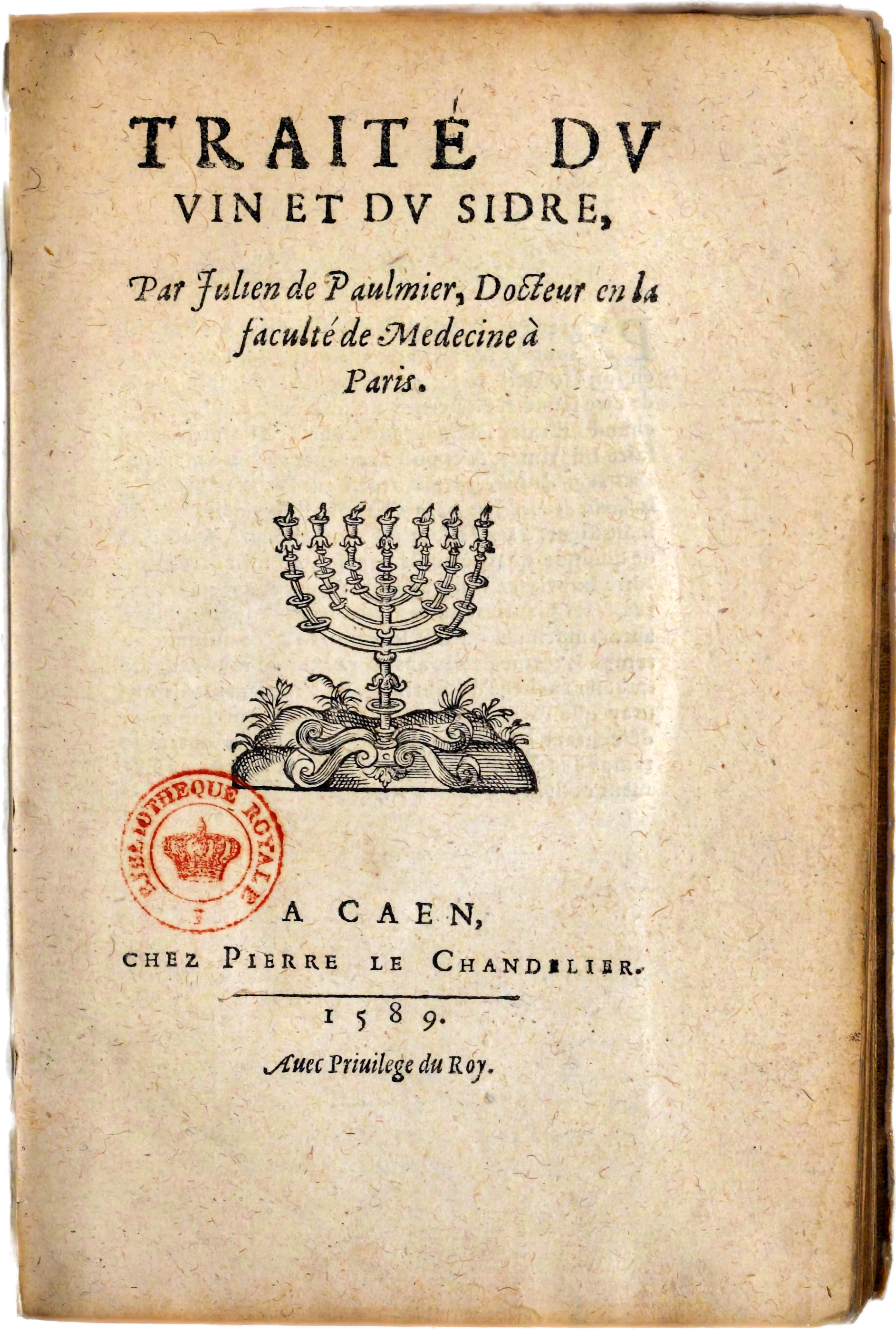
Traduction en français par Jacques de Cahaignes du Traité du vin et du cidre, 1589.

Depuis ses débuts jusqu'à l'ère moderne, de nombreux praticiens ont vanté les vertus curatives du cidre, notamment contre la « gravelle ». Le premier traité composé sur le cidre est le De vino et pomaceo du médecin protestant Julien Le Paulmier, paru en 1588. L’auteur y décrit les espèces de pommes à préférer, leur récolte et le mode de fabrication du cidre, ainsi que les vertus curatives de cette boisson ordinaire, à son époque, des habitants du Cotentin, du Bessin et de la campagne de Caen, et dont l’emploi était moins ancien dans le pays d’Auge, et très récent dans la Haute-Normandie.
La qualité, la couleur, l’odeur, le gout de cette liqueur varient suivant l’espèce des pommes et le pays d’où elles proviennent. Les cidres de Coutances, Vire, Bayeux et Caen sont naturellement légers et clairs ; ceux du pays d’Auge épais et louches. Les premiers conviennent aux personnes qui mènent une vie sédentaire ou s’adonnant aux lettres, les seconds n’étant sont bons que pour les gens qui travaillent de leurs bras. Récemment faits, ils sont nuisibles. Il recommande de rejeter ceux qui sont aigres, car ils rendent le sang fluide, donnent des vents, des coliques, des obstructions, les pâles couleurs. Les bons cidres se conservent de un à quatre ans ; les plus faibles, trois ou quatre mois. Ceux que l’on veut garder doivent être purs ; ceux qui sont destinés à être bus dans l’espace de cinq ou six mois peuvent contenir un cinquième ou un sixième d’eau.
Pris en quantité modérée, le cidre de bonne qualité procure, selon Le Paulmier, un sommeil doux, est nourrissant, augmente le lait des nourrices, réjouit les mélancoliques, convient dans presque toutes les maladies, à l’exception des inflammations et des fièvres aiguës ; il prolonge la durée de la vie. On peut le donner aux enfants ; il amollit doucement le ventre, guérit les obstructions et l’hypocondrie.
L’année suivante, son élève Jacques de Cahaignes a publié chez Pierre Le Chandelier, à Caen, une traduction fort amplifiée de cet ouvrage, intitulée : Traité du vin et du cidre. Ce commentaire comporte des détails intéressants sur les sortes de pommes rencontrées dans un grand nombre de paroisses, et sur les cidres artificiels et médicinaux. La fin contient une correspondance avec les médecins parisiens Jean Riolan et Guillaume Lusson, dans laquelle Le Paulmier se plaint des attaques du premier contre le cidre et contre les Normands. Quelques exemplaires contiennent, en outre, une ode française du poète caennais Pierre Gondouin, adressée à Le Paulmier, et dans laquelle il vante les vertus du breuvage normand. Une seconde édition du travail de Cahaignes est parue en 1607, à Caen, chez Adam Cavelier, in-8º.
De nombreux extraits de la traduction de Cahaignes, de 1589, ont été reproduits par La Framboisière, La Barre, Legrand d'Aussy, Victor-Évremont Pillet, etc., et par la plupart des auteurs qui ont écrit sur le cidre. En 1747, le médecin anglais à bord du Salisbury, James Lind, a testé sans succès le cidre sur des marins scorbutiques. À la fin du XIXe siècle, le médecin Édouard Denis-Dumont trouva ainsi au cidre des vertus prophylactiques pour la « maladie de la pierre ».

## Le cidre dans la culture

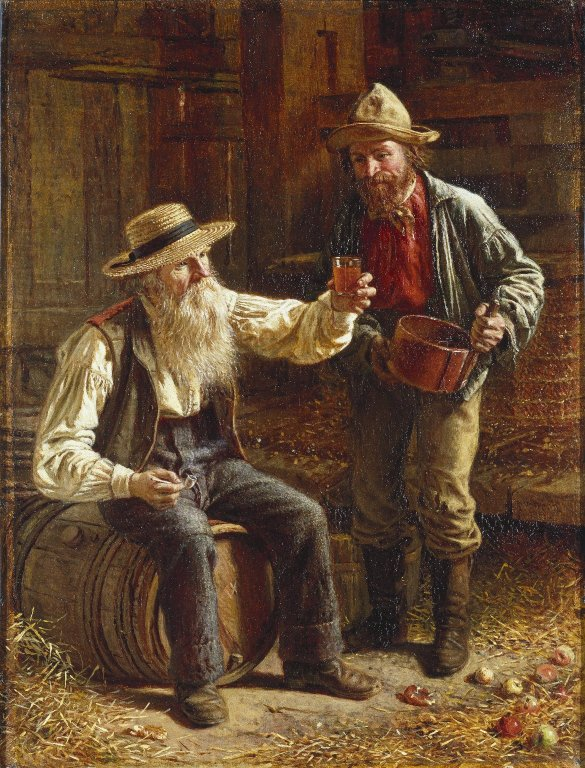
New Cider (cidre nouveau). Tableau de Thomas Waterman Wood, vers 1868.

Le poète normand Jean Duhamel est l’auteur d’une Ode sur le cidre (1728). L’œuvre principale du poète anglais John Philips est le poème didactique du Cidre (1706) imité des Géorgiques de Virgile.

### Belles-lettres
De nous se rit le François 

Mais vrayement, quoi qu’il en die,

Le sildre de Normandie

Vault bien son vin quelquefois.

Coulle à val, et loge, loge !

Il faict grand bien à la gorge.

Ta bonté, ô sildre beau,

De te boire me convie ;

Mais, pour le moins, je te prie,

Ne me trouble le cerveau.

Coulle à val, et loge, loge !

Il faict grand bien à la gorge.
— Olivier Basselin
Citation

« La nature est prévoyante : elle a fait pousser la pomme en Normandie sachant que c'est la région où l'on boit le plus de cidre.[réf. nécessaire] »

— Henri Monnier

### Locutions
Originellement, le cidre était une boisson peu onéreuse, utilisée dans la vie de tous les jours. C'est la raison pour laquelle, dans ses pays de production, l'expression bretonne « Ça ne vaut pas un coup de cidre » est assez répandue et signifie que cela n'a aucune valeur.